# Adelio Pasqualotto
Dom Adelio Pasqualotto CSJ (Villaverla, 26 de abril de 1950) é prelado italiano da Igreja Católica Romana afiliado à Congregação de São José. É bispo titular de Abutugni e foi vigário apostólico emérito de Napo, no Equador, vicariato que governou entre 2014 e 2023.

## Biografia
Nasceu em Novoledo, fração comunal de Villaverla, Vincenza, Itália, filho de Angelo e Gina Pasqualotto.
Em 1966, entrou no Noviciado da Congregação de São José em Vigone, Turim, fazendo a primeira profissão religiosa em 27 de setembro de 1967. Sucessivamente fez três anos de pastoral na Espanha, em Orduna, Biscaia, antes de começar os estudos de Teologia em Viterbo, no Instituto São Pedro dos Padres Josefinos. Fez a profissão solene em 13 de outubro de 1973. Foi ordenado sacerdote em 11 de março de 1978.
Depois da ordenação sacerdotal, desempenhou os seguintes cargos: vice-reitor do Colégio São Pio X e vigário da Paróquia São José, em Santa Marinella, Roma (1978-1983); animador vocacional da Congregação de São José em Acquedolci, na Sicília; animador da Pastoral da Juventude da Paróquia São José de Lucera, em Foggia; pároco e diretor da Comunidade de Rossano, em Consenza (1988-1991).
De 1991 a 2012, foi pároco em algumas paróquias no México: São Jorge Mártir, na Cidade do México (1991-1997); Santa Isabel da Hungria, em Hermosillo, Sonora (1997-2008); São José Obreiro, na Diocese de Aguascalientes (2010-2012). Entre 2000 e 2006, foi vigário da província mexicana dos josefinos. Em 2009, retornou à Itália para um curso de formação permanente no Instituto Teológico de Viterbo.
Transferiu-se para o Equador em 2013, onde exerceu o vicariato nas paróquias de Archidona e Loreto, no Vicariato Apostólico de Napo e o pró-vicariato no Vicariato Apostólico de San Miguel de Sucumbíos.
Em 12 de dezembro de 2014, o Papa Francisco o nomeou vigário apostólico de Napo, preconizando-lhe a sede titular episcopal de Abtugni. Sua sagração episcopal se deu em 7 de março de 2015, na Catedral de São José, em Tena, capital de Napo, pelas mãos de Dom Giacomo Guido Ottonello, então núncio apostólico no Equador, tendo os confrades josefinos Dom Paolo Mietto e Dom Celmo Lazzari, seus antecessores no cargo, como co-consagrantes. Dom Adelio tomou como lema: O Senhor me ama e que alegria!.
Em 2019, participou do Sínodo dos Bispos sobre a Amazônia, no qual, além de questões referentes à ação da Igreja na região, na qual Napo está inserida, também se discutiu sobre a preservação ambiental.
Em 31 de maio de 2023, o Papa Francisco aceitou seu pedido de renúncia ao governo do Vicariato de Napo.